# Lili Boulanger
  Lili Boulanger  (francès: Marie-Juliette Olga Boulanger) (pronunciació en francès: /maʁi ʒyljɛt ɔlɡa lili bulɑ̃ʒe/) (París, 21 d'agost de 1893 - Mézy-sur-Seine, 15 de març de 1918), nascuda Marie Juliette Boulanger va ser una compositora francesa. És la germana petita de la compositora i pedagoga Nadia Boulanger.

## Biografia
Lili Boulanger va néixer a una família de músics. El seu pare, Ernest Boulanger (1815-1900), va ser compositor, primer Gran Premi de Roma el 1835, i professor de cant al Conservatori de París. La seva mare, nascuda princesa Raïssa Ivanovna Mytxetsky (o Mytxetskaia), és una cantant russa, originària de Sant Petersburg. L'ambient familiar és, doncs, propici per a l'estudi de la música, un art per al qual la jove Lili mostra molt aviat un tarannà sorprenent. Des dels sis anys va saber desxifrar les partitures -fins i tot abans de saber llegir- i va estudiar l'harmonia. Gabriel Fauré, un amic de la família, va quedar meravellat per la seva precocitat i li va donar les seves primeres lliçons de piano. Tenia dos anys quan van aparèixer els primers trastorns d'immunodeficiència amb la tuberculosi intestinal. A partir d'aleshores, estarà constantment malalta. De petita va rebre l'ensenyament a casa d'eminents mestres, en particular Georges Caussade per a la fuga i el contrapunt. Estudia, a més piano, violí, violoncel, arpa –el seu professor és el famós arpista Alphonse Hasselmans-, i orgue. Va provar la composició, encoratjada per la seva germana Nadia, però només un vals en mi major, compost el 1906, va sobreviure a la seva primera joventut.

### Èxit

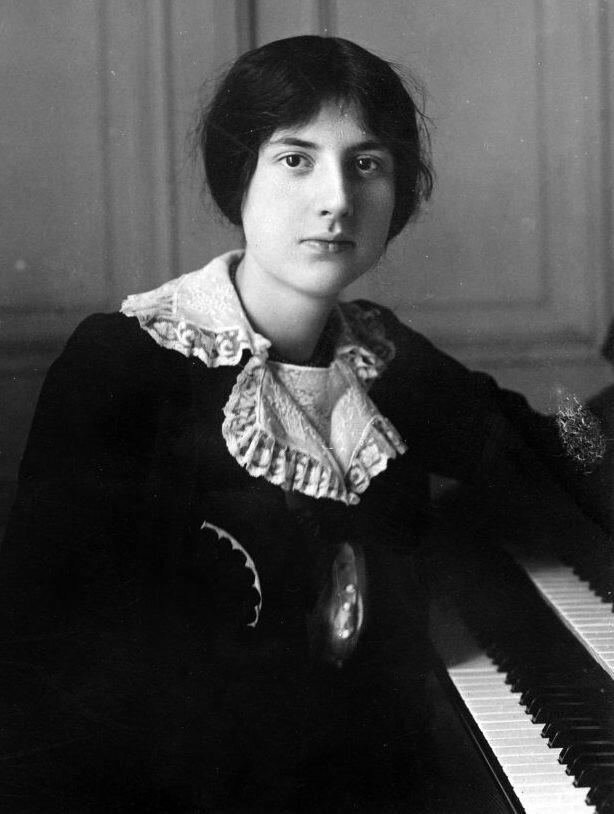
Lili Boulanger el 1913, després de guanyar el Gran Premi de Roma.

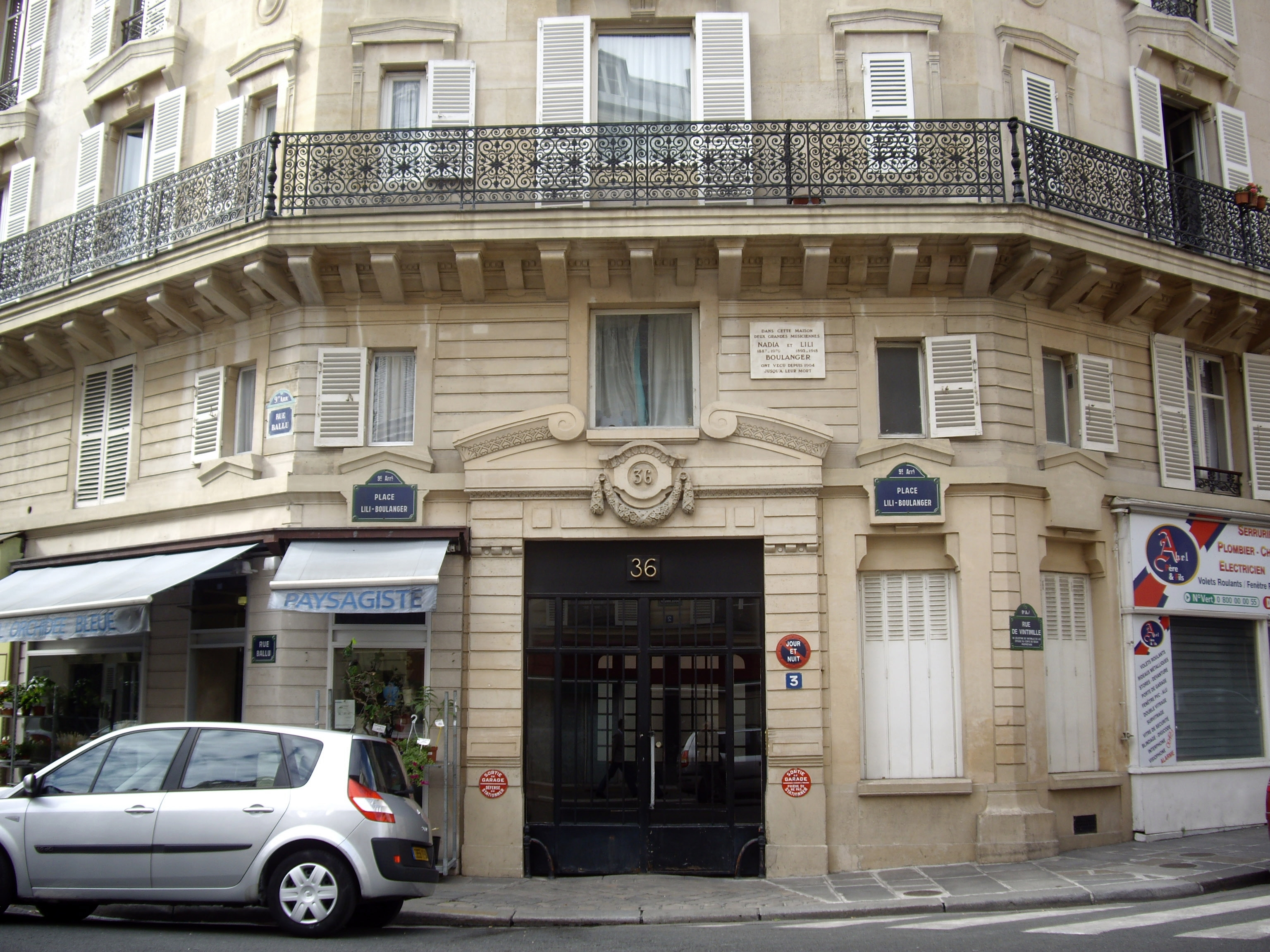
El número 36 de la rue Ballu, que es va convertir en el número 3 del carrer Lili-et-Nadia-Boulanger, on les dues germanes van viure des de 1904 fins a la seva mort el 1918 i 1979.

El 1909, Lili Boulanger va ingressar al Conservatori de París a la classe de composició musical de Paul Vidal. El 1910 va publicar el seu primer treball, Waiting, una melodia sobre un poema de Maurice Maeterlinck. Va presentar Per al funeral d'un soldat a l'examen de composició l'any 1912 i va guanyar el premi Lepaulle. Aleshores va competir per primera vegada al Premi de Roma el mateix any, però la malaltia que l'afectava la va obligar a retirar-se de la competició. Es va presentar l'any següent i es va convertir, el 1913, en la primera dona a guanyar el primer Gran Premi de Roma de composició musical amb la seva cantata Faust et Hélène,. Va fer una primera audiència pública de l'obra el 16 novembre 1913 a càrrec dels Concerts Colonne al Théâtre du Châtelet  i va tenir un gran èxit de públic i de crítica. El 24 de novembre, va ser rebuda al Palau de l'Elisi pel president de la República, Raymond Poincaré.
El 1914, Lili Boulanger va marxar a Itàlia amb la seva mare per unir-se als guanyadors del Prix de Rome a l'Acadèmia de França a Roma (Vil·la Mèdici), sota la direcció d'Albert Besnard. Durant el viatge, en la seva visita a Niça, va demanar permís a Maurice Maeterlinck per posar música a la princesa Maleine. Durant aquesta primera estada de quatre mesos, escurçada per l'esclat de la Primera Guerra Mundial, va començar a escriure els seus tres Salms (Ps. XXIV, CXXIX, CXXX), així com la seva Antiga Pregària Budista, obres que no acabarà fins al 1917. Comença un cicle de melodia, Clairières dans le Ciel després de Tristesse de Francis Jammes, del qual obté el permís per canviar el títol. Tria en particular tretze dels vint-i-quatre poemes del cicle.
El desembre de 1915, gràcies al suport del Comitè Franco-americà del Conservatori Nacional de Música i Declamació, va fundar amb la seva germana Nadia Boulanger la Gazette des classes de composition du Conservatoire, una organització privada finançada per Whitney Warren, que permet als músics que van a la guerra intercanviar notícies. Es publicaran deu números fins al juny de 1918.
El 1916, va tornar a Roma, acompanyada de Nadia Boulanger, tant per continuar la seva estada a la Vila Mèdici com per motius de salut. Després va tornar a França i la major part del temps va estar enllitada. Una operació l'any 1917 no va modificar res en el seu estat. Entre 1916 i 1918 va compondre les seves obres més grans, entre les quals Dans l'immense tristesse, la seva darrera melodia, però també el Salm 24: La Terra pertany a l'Etern que torna a connectar amb la inspiració religiosa dels seus primers esbossos, els Salms 129: Ils m'ont assez opprimé i 130: Du fond de l'abîme.
L'any 1917 acabà la seva antiga pregària budista, del Visuddhimagga, traduït per Suzanne Karpelès. El mateix any, escriu D'un matin de Printemps, més pacífica i després de la seva operació. El 1918, va compondre D'un soir triste, que existeix en diverses versions, inclosa una per a orquestra, i en el seu llit de mort, va dictar a la seva germana Nadia la seva obra final, el Pie Jesu.

### Mort

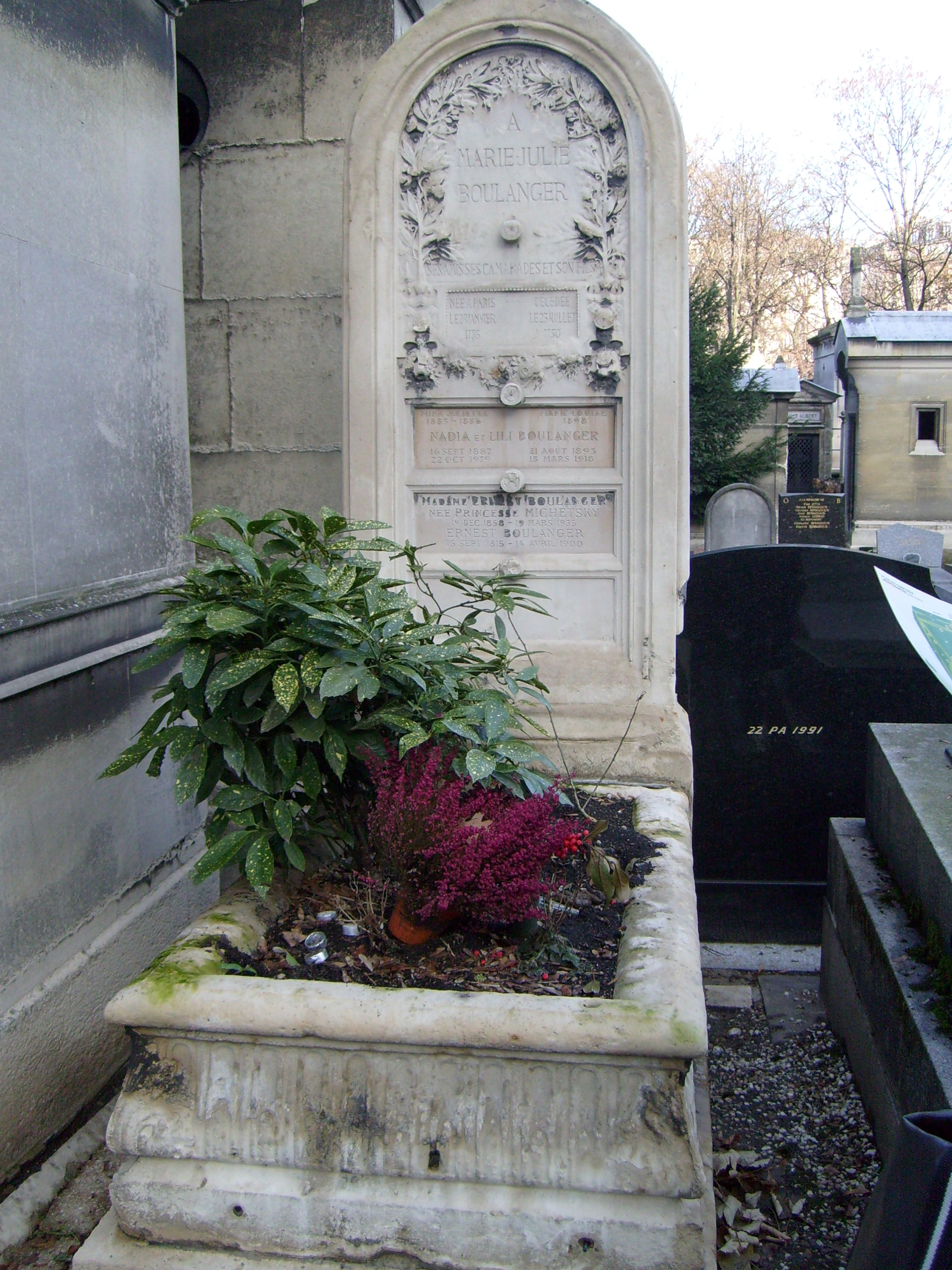
Tomba de Lili i Nadia Boulanger al cementiri de Montmartre a París.

Patint de tuberculosi intestinal, relacionada amb la malaltia de Crohn, va morir a l'edat de vint-i-quatre anys el 15 de març de 1918, deu dies abans que Claude Debussy. La Princesse Maleine estava llavors gairebé completa segons alguns, però la partitura es va perdre. Està enterrada, juntament amb la seva germana, al cementiri de Montmartre (divisió 33, cantonada entre l'avinguda Saint-Charles i el camí Billaud). Nadia va continuar una carrera musical fins a la seva mort el 1979.

## Obres
Les seves composicions inclouen peces orquestrals o per a piano, orgue, violí, violoncel, oboè o flauta i, sobretot, vocals sobre poemes de Jammes, Maeterlinck o Musset. El diagnòstic precoç de la seva malaltia sembla haver augmentat la seva creativitat i les seves nombroses obres, d'inspiració bíblica o mística, semblen marcades pel seu tràgic destí. Moltes van quedar sense acabar o s'han perdut.

### Piano
- Valse en mi majeur, per a piano
- D’un vieux jardin, per a piano
- D’un jardin clair, per a piano
- Cortège, arranjament per a piano sol de la peça de música de cambra del mateix nom. Les peces D'un vieux jardin, D'un jardin clair i Cortège es van publicar conjuntament com a Tres peces per a piano (1914).
- Thème et variations, per a piano
- Prélude en re ♭ (1912)

### Música de cambra
- Pièce sans titre, per a violí o flauta i piano.
- Cortège, per a violí o flauta i piano.
- Nocturne, per a violí o flauta i piano.

### Música coral
- Sous-bois, per a cor a 4 veus i piano
- Renouveau, per a cor a 4 veus mixtes i piano o orquestra
- Soleils de Setembre, per a cor mixt a 4 veus i piano o orgue
- Les Sirènes, per a cor amb 3 veus femenines i cor mixt entre bastidors, i piano o orquestra
- Le Soir, per a cor a 4 veus i piano o orquestra
- La Tempête, per a cor amb 3 veus masculines i piano o orquestra
- Soir d'été, per a cor a 4 veus i piano
- La Source, per a cor i piano o orquestra
- Hymne au soleil, per a contralt, cor mixt i piano o orquestra
- La Nef légère, per a cor de 4 veus i piano
- Per les funérailles d'un soldat, per a baríton, cor mixt i piano o orquestra
- Soir sur la plaine, per a soprano, tenor, cor mixt i piano o orquestra
- Faust et Hélène, cantata per a mezzosoprano, tenor, baríton, cor i orquestra
- Psaume 24: La terre appartient à l'Éternel, per a tenor, cor mixt, orgue i orquestra
- Psaume 129: Ils m'ont assez opprimé dès ma jeunesse, per a baríton, cor masculí i orquestra
- Psaume 130: Du fond de l'abîme, per a contralt, tenor, cor mixt i orquestra (1910, revisat el 1917)
- Vieille prière bouddhique, per a tenor, cor mixt i piano o orquestra

### Òpera
- La Princesse Maleine, òpera en 5 actes després del drama homònim de Maurice Maeterlinck (inacabat)[8]

### Música vocal
- Maïa, cantata per a soprano, tenor, baix i piano
- Frédégonde, cantata per a soprano, tenor, baix i piano
- Expectation, per a veu i piano (1910)
- Reflets, per a veu i piano (1911)
- El retorn, per a veu i piano (1912)
- Clairières dans le ciel, cicle de tretze cançons per a veu i piano
- Dans l'immense tristesse, per a veu i piano (1916)
- Pie Jesu, per a soprano, quartet de corda, arpa i orgue (1918)

### Música orquestral
- Nocturn, per a flauta o violí i piano o orquestra (1911)
- D'un matin de printemps, per a violí, violoncel o flauta i piano o orquestra (1917–1918)
- D'un soir triste, per a violí o violoncel i piano o orquestra (1917-1918)

### Altres
- Fugue, per a 4 veus (1912)
- Fugue, a 4 veus (1913)

## La posteritat
Nadia Boulanger va organitzar i dirigir, l'octubre de 1968, un concert dedicat al 50e aniversari de la desaparició de la seva germana petita. Va ser un doble homenatge tant a la seva germana (Pie Jesu) com al seu mestre Gabriel Fauré (Rèquiem). L'esdeveniment va tenir lloc a Londres, conjuntament amb la BBC, que volia la gravació en directe per ajudar al seu programa. Un disc del concert es va publicar després de la mort de la Nadia.
Lili Boulanger vivia al 36 rue Ballu (districte 9 de París). L'any 1970, el carril davant de l'edifici va ser rebatejat com a plaça Lili-Boulanger i després el 2021 com a plaça Lili-et-Nadia-Boulanger.
L'any 2003, els germans Lionel i Stéphane Belmondo van crear el conjunt de jazz Hymne au Soleil, basat en la peça homònima de Lili Boulanger. Han fet diverses transcripcions de peces de Lili Boulanger per al seu conjunt.
A ella està dedicat l'asteroide Lilith 1181.